# Natatolana lowryi
Natatolana lowryi är en kräftdjursart som beskrevs av Keable 1997. Natatolana lowryi ingår i släktet Natatolana och familjen Cirolanidae. Inga underarter finns listade i Catalogue of Life.